# Danziger SC
Danziger SC was een Duitse voetbalclub uit de stad Danzig, dat na de Tweede Wereldoorlog door Polen werd ingelijfd en nu Gdańsk heet.

## Geschiedenis
De club werd opgericht in 1912. In 1919 speelde de club voor het eerst in de Bezirksliga Danzig, de toenmalige hoogste klasse. Na een aantal middelmatige resultaten werd de club in 1924 tweede in groep A achter TuFC Preußen Danzig. In 1926 werd de club vicekampioen achter VfL Danzig en plaatste zich voor het eerst voor de Baltische eindronde, waar de club voorlaatste werd. In 1927 eindigde de club samen met SV Schupo Danzig tweede en speelde een play-off voor de tweede plaats, maar verloor deze. Ook in 1928 en 1929 werd de club tweede, maar deze keer was enkel de kampioen voor de eindronde geplaatst. Na dit seizoen de competitie van Danzig overgeheveld naar de Grensmarkse competitie. De stadsliga bleef bestaan, maar in de eindronde werden de deelnemers voor de Baltiche eindronde geplaatst. Na de goede resultaten van de voorbije jaren degradeerde de club echter. De club kon wel na één seizoen terugkeren en werd meteen stadskampioen. In de finale van Grensmark verloren ze van SV Viktoria Stolp, maar ze mochten wel naar de Baltische eindronde, waar ze laatste werden.
Toen de Gauliga ingevoerd werd in 1933 als nieuwe hoogste klasse, kwalificeerde de club zich hier niet voor en ging in de Bezirksklasse Ostpreußen spelen. Na twee seizoenen degradeerde de club naar de derde klasse door een competitiehervorming. In 1938 speelde de club terug in de Bezirksklasse en werd twee achter Preußen Danzig.
Na de annexatie van West-Pruisen werden de clubs overgeheveld naar de Gauliga Danzig-Westpreußen en de club ging in de 1. Klasse Danzig-Westpreußen spelen. In 1943 kon de club eindelijk promotie afdwingen. De club werd laatste. De club degradeerde niet doordat de competitie verder opgesplitst werd, echter werd het laatste seizoen niet voltooid.
Na het einde van de oorlog werd Danzig gedwongen afgestaan aan Polen en werden alle voetbalclubs uit de stad opgeheven.